# Tauentzienstraße
Die Tauentzienstraße (umgangssprachlich: Der Tauentzien) ist eine zentral in der Berliner City West gelegene, rund 500 Meter lange Einkaufsstraße in den Ortsteilen Charlottenburg und Schöneberg.
Konzipiert und benannt wurde sie in den 1860er Jahren und angelegt um 1890, sie gehört zum sogenannten „Generalszug“. Zur Zeit ihrer Anlage war sie noch eine Wohnstraße, mit der Errichtung des KaDeWe im Jahr 1907 begann ihre Entwicklung hin zur Geschäftsstraße. Heute ist sie als Fortsetzung des Kurfürstendamms eine der teuersten und bekanntesten Lagen Deutschlands.

## Anlage
Der Verlauf der Tauentzienstraße wurde bereits im ersten Berliner  Bebauungsplan – dem Hobrecht-Plan von 1862, der die planerische Grundlage des gesamten „Neuen Westens“ skizziert – vorgezeichnet. Sie war als Teil einer um ganz Berlin führenden Gürtelstraße mit 49 Meter Breite ausgewiesen. Als solche bildet sie den Beginn bzw. das Ende des „Generalszugs“, einer Folge breiter Straßen, der in der zweiten Hälfte des 19. Jahrhunderts nach dem Vorbild der Pariser Avenuen („Boulevards“) angelegt wurde und den ganzen Südwesten Berlins durchzieht. In einem königlichen Erlass vom 9. Juli 1864 und einer Kabinettsorder vom 31. Oktober desselben Jahres wurde festgehalten, dass alle Straßen und Plätze der Gürtelstraße zur Erinnerung an Schlachten bzw. Militärführer der Befreiungskriege benannt werden sollten. Die Tauentzienstraße wurde um 1890 angelegt und dem Erlass folgend nach dem preußischen General Bogislav Graf Tauentzien von Wittenberg benannt. Wie bei den weiteren Benennungen im Generalszug bezieht sich auch der Name des angrenzenden Platzes auf ihn, weil er den Grafentitel aufgrund seiner Beteiligung an der Erstürmung von Wittenberg im Januar 1814 erhielt.
Die Tauentzienstraße verläuft zwischen dem Breitscheid- und dem Wittenbergplatz, dazwischen kreuzen oder münden in sie die Ranke-, Marburger, Nürnberger, Passauer und die Ansbacher Straße. Ehemals verlief auf dem Mittelstreifen die Trasse der Straßenbahn. Die Tunnel verschiedener U-Bahn-Linien befinden sich vollständig (U1 und U2) bzw. abschnittsweise (U3) unter der Tauentzienstraße.
Aktuell gehört sie verwaltungstechnisch zu den Ortsteilen Charlottenburg (Bezirk Charlottenburg-Wilmersdorf) und Schöneberg (Bezirk Tempelhof-Schöneberg). Ortsteil- und Bezirksgrenze ist die östliche Seite der Nürnberger Straße. Bis zur Berliner Gebietsreform vom 1. April 1938 gehörte die Tauentzienstraße in ihrem gesamten Verlauf zu der 1920 nach Groß-Berlin eingemeindeten Stadt Charlottenburg.

## Neuer Westen und Goldene Zwanziger Jahre

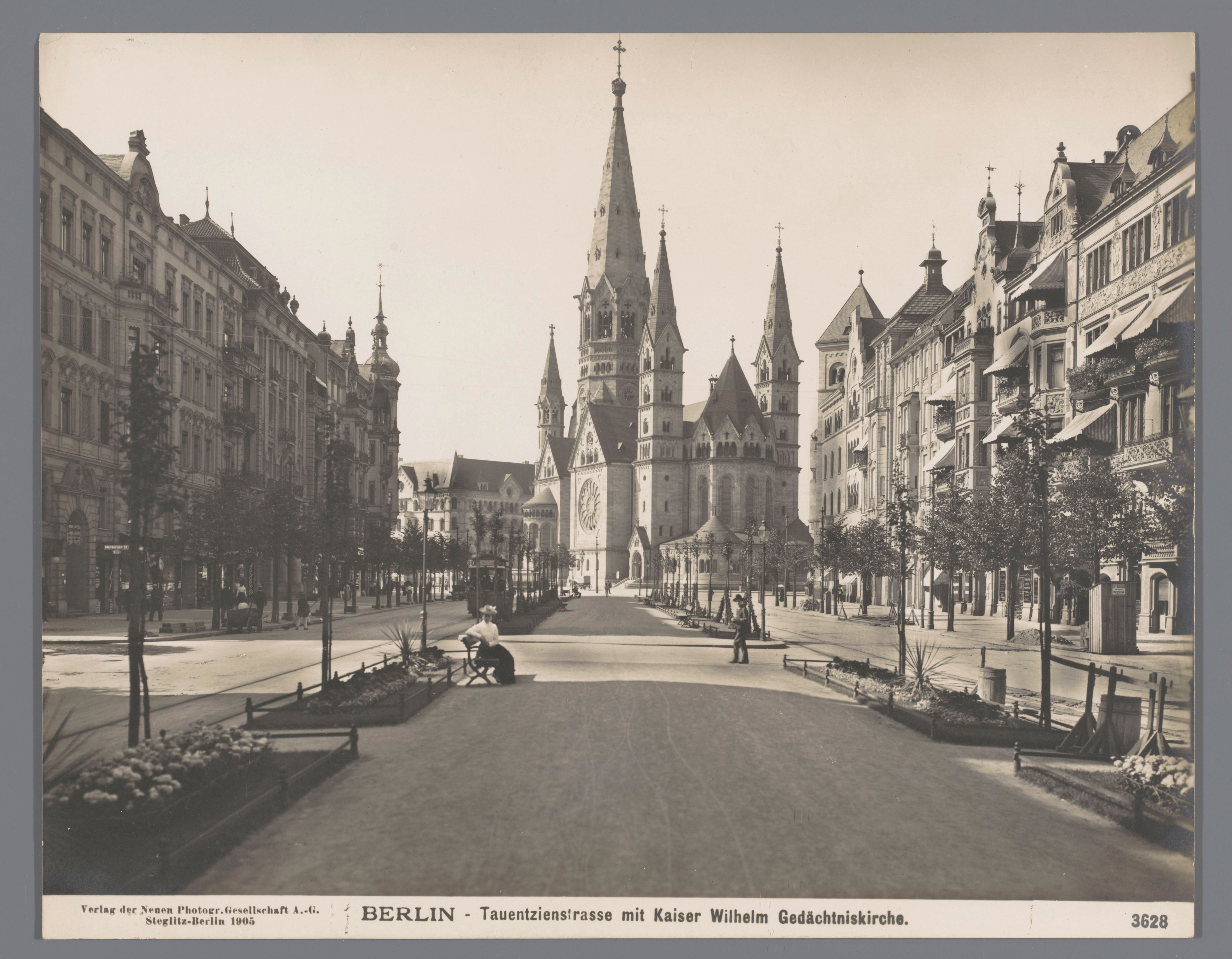
Tauentzienstraße, 1905

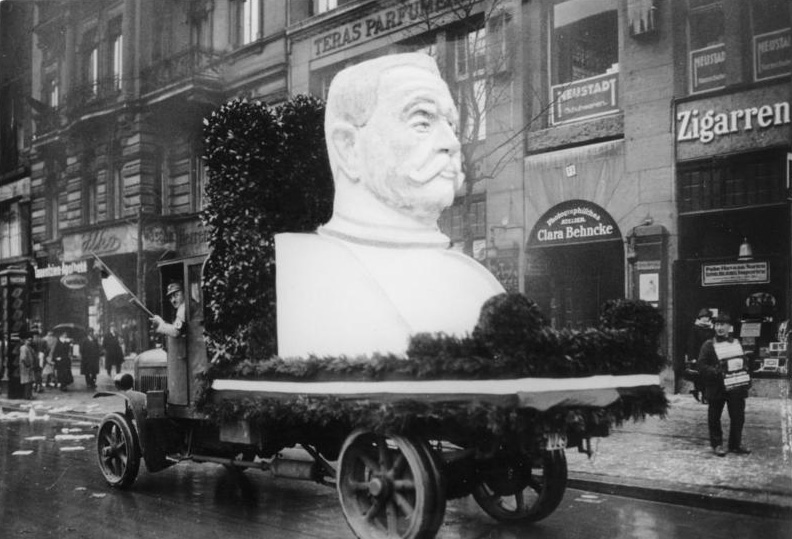
Wahlkampf, Tauentzienstraße, 1925

Nach dem Tod ihres Vaters 1909 zog die damals achtjährige Marlene Dietrich mit ihrer Mutter in den zweiten Stock der Tauentzienstraße 13. Bereits seit 1895 und ebenso wie die Dietrichs bis zum Ersten Weltkrieg, lebte im selben Haus und auch im selben Geschoss der Schriftsteller Hermann Sudermann mit seiner Familie, der Schriftstellerin Clara Sudermann und ihrem Sohn Rolf Lauckner, ebenfalls später Schriftsteller. Das 1893 errichtete und 1910 für die Münchner Pschorr-Brauerei umgebaute Gebäude war unter dem Namen Pschorr-Haus ein bekanntes Restaurant. Zentrum des Lokals war der hier bis 1923 tagende Schauspieler-Stammtisch. Samuel Beckett war in seiner Berliner Zeit im Winter 1936/37 ebenfalls ein prominenter Gast des Hauses.
Anfang der 1920er Jahre war die Tauentzienstraße bekannt als Schwarzmarkt der exilrussischen Kolonie in Berlin (umgangssprachlich: „Charlottengrad“), die unter anderem rund um den Wittenbergplatz einen Sammelpunkt hatte. Der russische Soziologe Fedor Stepun zeigte sich damals schockiert von der offensichtlichen Gier auf „der ‚russischen‘ Tauentzienstraße“.
Der Tauentzien galt als Flaniermeile mit Licht und viel Schatten, auf dem die Lebewelt zu Hause war. Sein Ruf war anrüchig; in der Literatur wurde er als Halbwelt-Boulevard beschrieben, der durch herumflanierende Damen und Dandys bestimmt war, aber auch durch abenteuerlustige Teenager und allerhand zweifelhaft beleumundete Gestalten. Der Platz vor dem KaDeWe war einer der Drogenumschlagplätze. „Nachts! Tauentzien! Kokain! Det is Berlin!“ war ein in der Szene geläufiges Kurzgedicht der damaligen Zeit. Kurt Tucholsky beschrieb das Tauentzien-Girl  unter seinem Pseudonym Theobald Tiger und Emma Mahner-Mons (Pseudonym: Emma Nuss) in ihrem Roman Tauentzien-Girls. Die Journalistin Maria Leitner beschrieb die dortige Prostitutionsszene in ihrer Reportage vom 2. November 1928 wie folgt:

„In der Tauentzienstraße, an der belebtesten Ecke vor einem Geschäft, stehen zwei junge Mädchen in Kostüme gekleidet, wie sie nur die nach Erotik lechzende Seele eines Berliner Kaufmannes, eines Revue-Habitués ersinnen konnte. Eine trägt ein blutrotes Kleid, Hosen, darüber ein kurzer Rock, eine goldbetreßte Jacke, eine schief aufgesetzte Mütze und hohe Stiefel, die andere genau das gleiche in Lila.“

Auch homosexuelle Prostitution gehörte zum Straßenbild:

„… das kurioseste aber waren zwei Schulknaben, die jeden Nachmittag zwischen 5 und 7 Uhr auf der Tauentzienstraße Arm in Arm flanierten, mit kurzen Hosen, Schülermützen und Bücher unterm Arm; man hielt sie für 14 jährig, in Wirklichkeit waren es Prostituierte von 22 oder 23 Jahren.“

Im kriegszerstörten Haus 12a (heute Nr. 9, dort erinnert eine Tafel an ihn) lebte zwischen 1910 und 1923 der Politiker und Friedensnobelpreisträger Gustav Stresemann. Im Haus Nr. 8 lebte bis 1928 der Maler Emil Nolde.
Eine weitere prominente Adresse war das im ersten Obergeschoss der Tauentzienstraße 15 gelegene Café Zuntz. Anfang der 1930er Jahre als kleiner Ableger des um die Ecke gelegenen Romanischen Cafés eröffnet, wurde es ab 1934 ein Treffpunkt für antinazistische Intellektuelle.

## Nationalsozialismus und Zweiter Weltkrieg

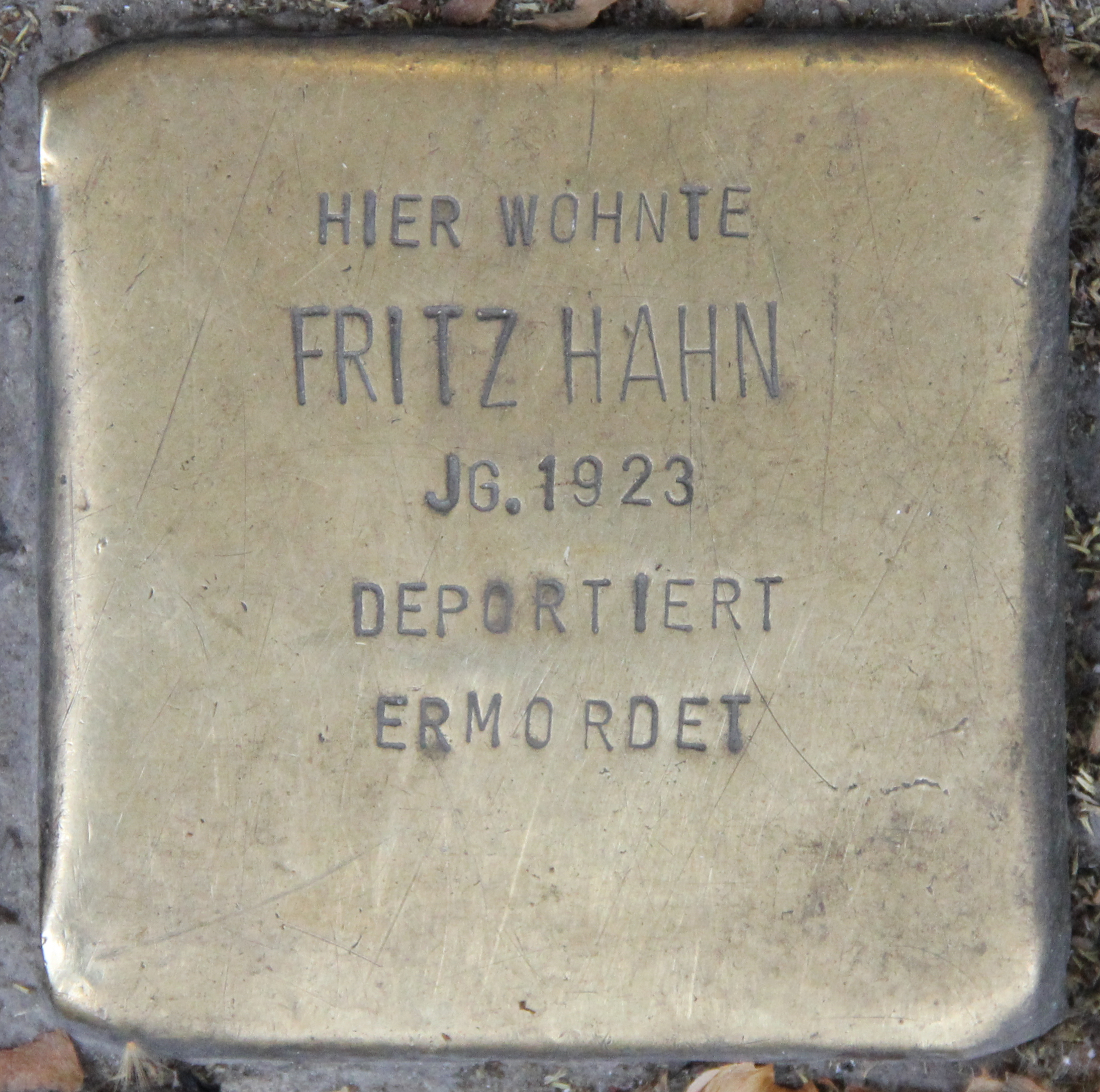
Stolperstein für Fritz Hahn, Tauentzienstraße 13a

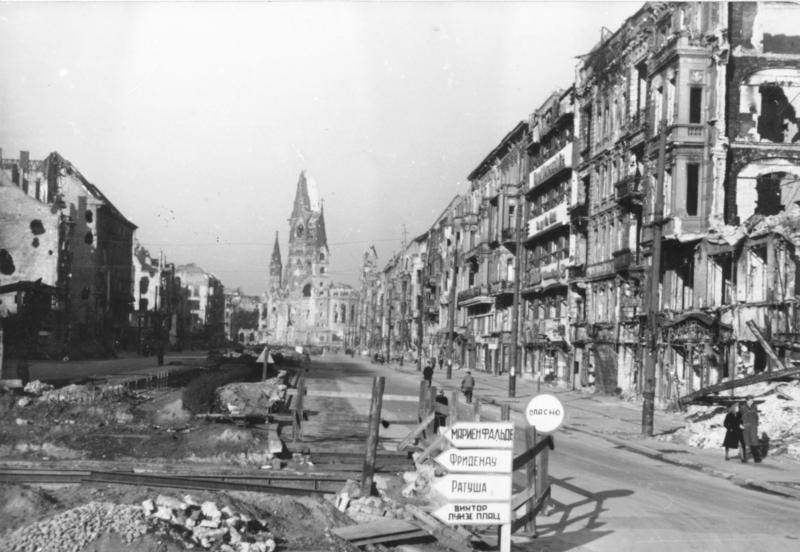
Zerstörte Tauentzienstraße, 1945, Blick auf die Gedächtniskirche

Drei Stolpersteine erinnern an die Mitglieder einer Familie Hahn in der Hausnummer 13a, die als Juden ab 1941 deportiert und ermordet wurden. Vier weitere Stolpersteine liegen in der Tauentzienstraße 7 für Familie Hirsch.
Als zentral gelegene Straße erfuhr die Tauentzienstraße im Zweiten Weltkrieg massive Schäden durch alliierte Luftangriffe. Bei Kriegsende war auf der Nordseite die gesamte Bebauung bis auf zwei Häuser vollständig zerstört, auf der Südseite ebenso, hier allerdings waren zwei Gebäude teilweise wieder herstellbar, unter ihnen das KaDeWe, das im Laufe der 1950er Jahre wieder aufgebaut wurde. Der Tauentzienpalast blieb ebenfalls erhalten. Heute, 2025, steht dort das Kaufhaus Peek & Cloppenburg.

## Seit 1945

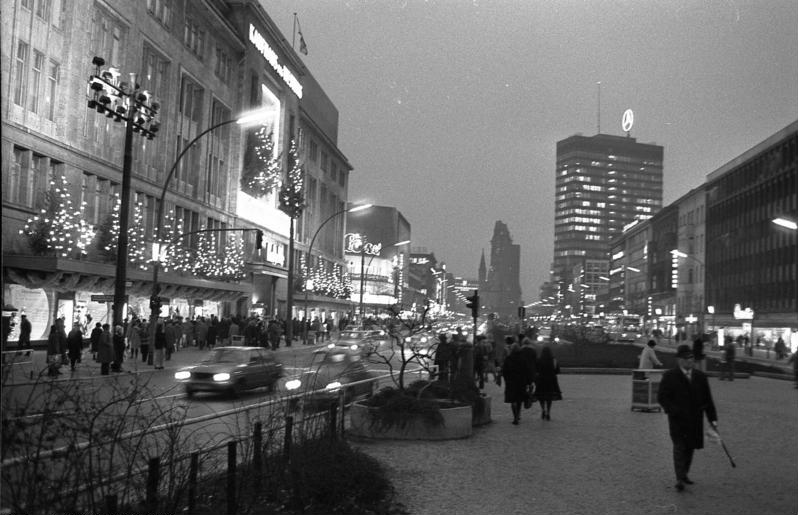
Tauentzienstraße, 1975

### Wirtschaft
Die Tauentzienstraße ist die am höchsten frequentierte Shoppingmeile der Stadt, an ihr liegt unter anderem mit dem KaDeWe das größte deutsche Kaufhaus. Vom Breitscheidplatz bis hin zum KaDeWe am Wittenbergplatz reihen sich fast ausschließlich Filialen bekannter Marken aneinander, der Filialisierungsgrad liegt bei 84,8 % und weist damit nach dem Kurfürstendamm (mit 84,9 %) den höchsten Filialisierungsgrad aller Berliner Geschäftsstraßen auf. Vor allem konzentrieren sich in der Tauentzienstraße Warenhäuser und Modehäuser, so finden sich Filialen von Bekleidungsgeschäften wie Peek & Cloppenburg, des Schuhhauses Leiser, des Elektronikmarktes Saturn, aber auch ein Flagship-Store wie der von Adidas.
Zu Spitzenzeiten erreicht die Publikumsdichte an Wochenenden bis zu 10.658 Passanten in zwei Stunden. Wegen der starken Publikumsdichte werden hier die höchsten Mieten in der Berliner City West erzielt, 2007 lagen sie hier für Standardobjekte zwischen 180 und 220 Euro/m², auf dem Kurfürstendamm hingegen „nur“ bis zu 170 Euro/m². Trotz ihrer Höhe sind die Mieten in der hoch frequentierten und voll vermieteten Straße aufgrund der hohen Nachfrage der Filialisten stabil.

### Sehenswürdigkeiten

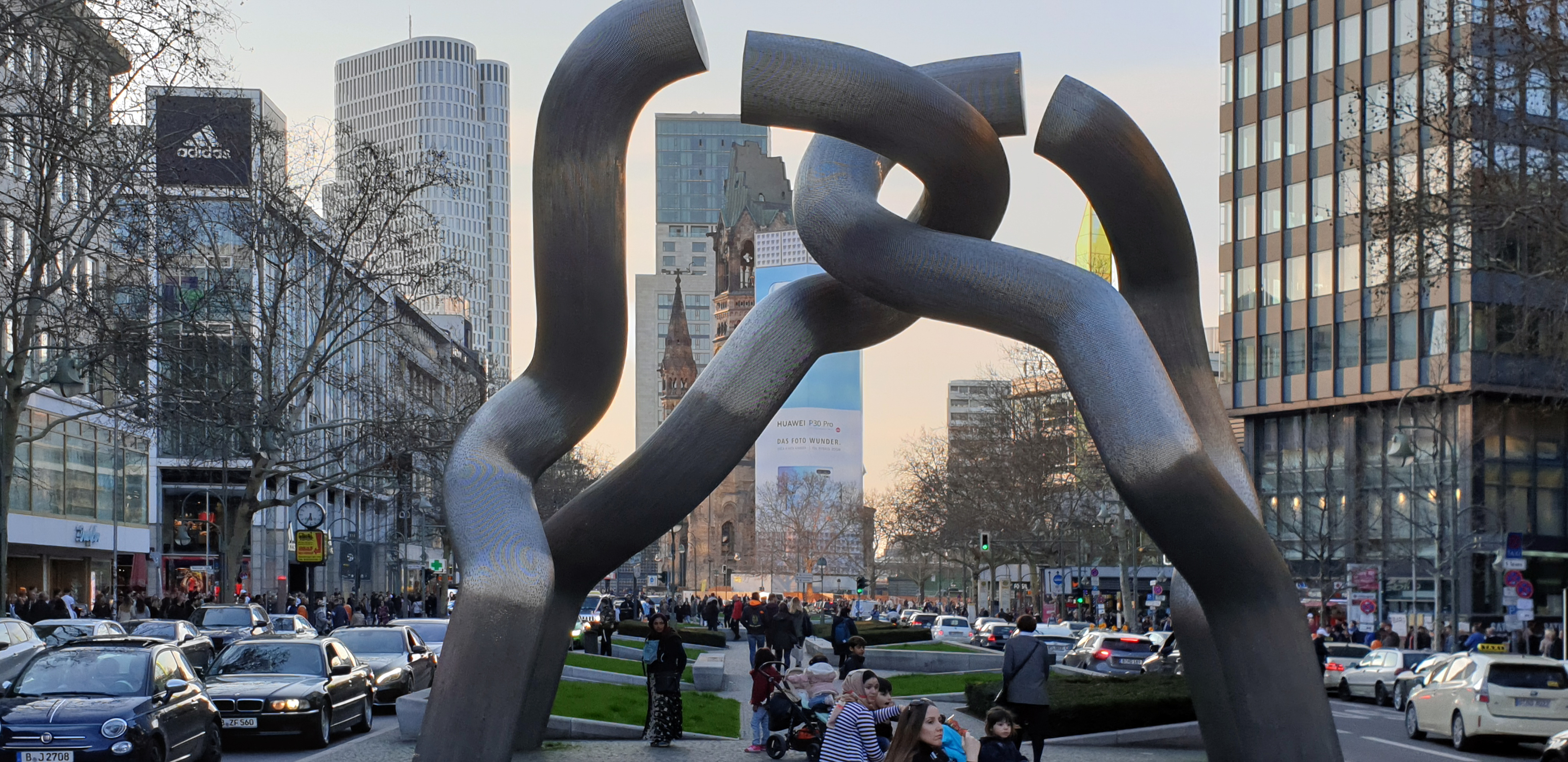
Tauentzienstraße mit Skulptur Berlin, 2019

Denkmalgeschützte Gebäude sind das Mitte der 1960er Jahre errichtete Europa-Center der Architekten Helmut Hentrich und Hubert Petschnigg, das 1955 als Deutsches Familienkaufhaus (DEFAKA) von Paul Schwebes anstelle des kriegszerstörten Pschorr-Hauses in der Nummer 13 errichtete Kaufhaus sowie das 1893 bis 1895 von Alfred Messel errichtete Wohnhaus Nr. 14 und die Gebäude der Nr. 16 und Nr. 18, beide 1954 von Ernst Runge.
Auf dem Straßenabschnitt zwischen Marburger und Nürnberger Straße ist seit 1987 die silberfarbene Skulptur Berlin aus Chromnickelstahl auf dem Mittelstreifen von Brigitte und Martin Matschinsky-Denninghoff aufgestellt. Sie sollte seinerzeit die Teilung der Stadt symbolisieren.
In der Tauentzienstraße 9 befand sich bis 2004 das Kino Royal Palast im Europa-Center mit der bis dahin größten fest installiert gekrümmten Breitleinwand der Welt.

### COVID-19-Pandemie
Während der COVID-19-Pandemie wurde mit Zunahme der Infektionszahlen im Herbst 2020 am 24. Oktober für die Tauentzienstraße und einige weitere Berliner Einkaufsstraßen eine Maskenpflicht für Fußgänger eingeführt.